# Kąkolówka
Kąkolówka is een plaats in het Poolse district  Rzeszowski, woiwodschap Subkarpaten. De plaats maakt deel uit van de gemeente Błażowa en telt 1500 inwoners.